# George Evelyn Hutchinson
George Evelyn Hutchinson (Cambridge, 30 de gener de 1903 – Londres, 17 de maig de 1991) fou un zoòleg, botànic i ecòleg anglès, nacionalitzat nord-americà el 1941. Va ser reconegut pels seus estudis de limnologia. És considerat el pare de la limnologia als EUA.
Va néixer a Cambridge, Anglaterra. Estudià a l'Escola Gresham, a Holt, i a l'Emmanuel College de Cambridge. Després de dos anys amb el càrrec de lector a la Universitat de Witwatersrand, a Sud-àfrica, fou contractat per la Universitat Yale, l'any 1928, on hi treballà durant 43 anys.
El 1949, Hutchinson fou elegit membre de l'Acadèmia Americana de les Arts i les Ciències, i el 1950 de l'Acadèmia Nacional de Ciències dels Estats Units. Fou guardonat amb el Premi Kyoto l'any 1991. En la seva jubilació retornà a Anglaterra on seguí investigant. Va morir a Londres el 17 de maig de 1991.

## Obres
Entre altres publicacions cal destacar:
- The Clear Mirror. 1936
- The Itinerant Ivory Tower. 1953
- A Preliminary List of the Writings of Rebecca West, 1912–51. 1957
- A Treatise on Limnology. 1957, 1967, 1975, 1993

Vol I Geography, Physics & Chemistry. 1957
Vol II Introduction to Lake Biology & the Limnoplankton. 1967
Vol III Limnological Botany. 1975
Vol IV The Zoobenthos. 1993
- The Enchanted Voyage. 1962
- The Ecological Theater & the Evolutionary Play. 1965
- Introduction to Population Ecology. 1978
- The Kindly Fruits of the Earth: Recollections of an Embryo Ecologist. Yale University Press, 1979